# Музей Жакмар-Андре

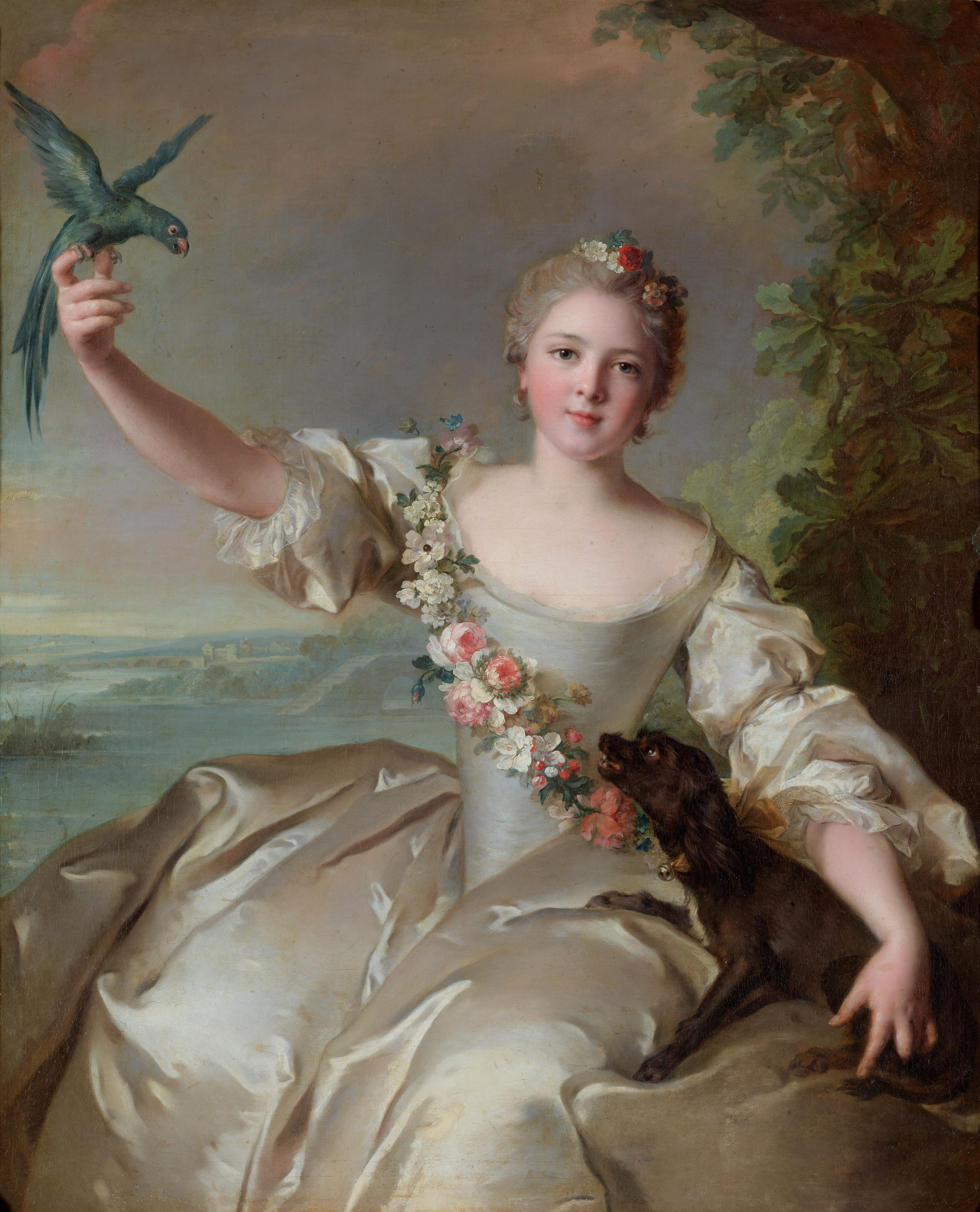
ПортретМатільди де Канізі, маркізи д'Антен роботи Жан-Марка Натьє (виставлений в Салоні 1738 року)

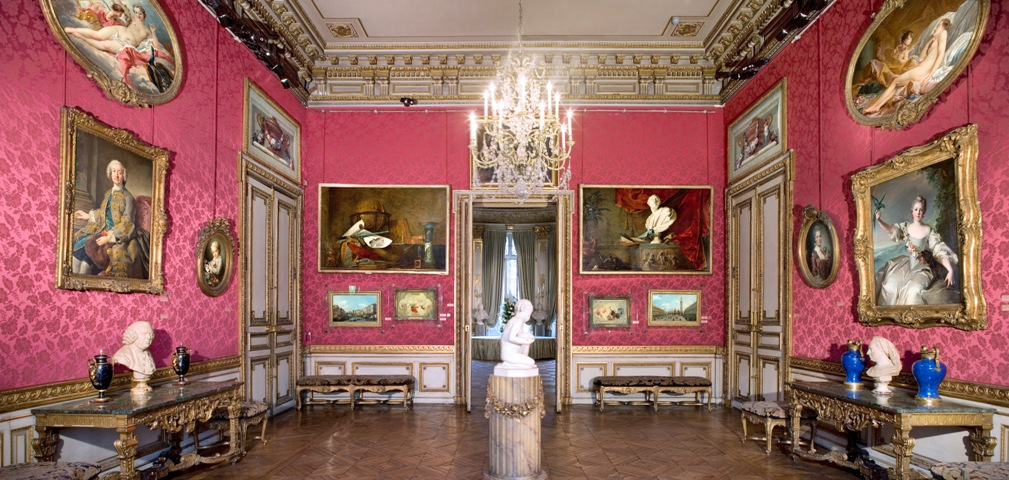
Зал живопису

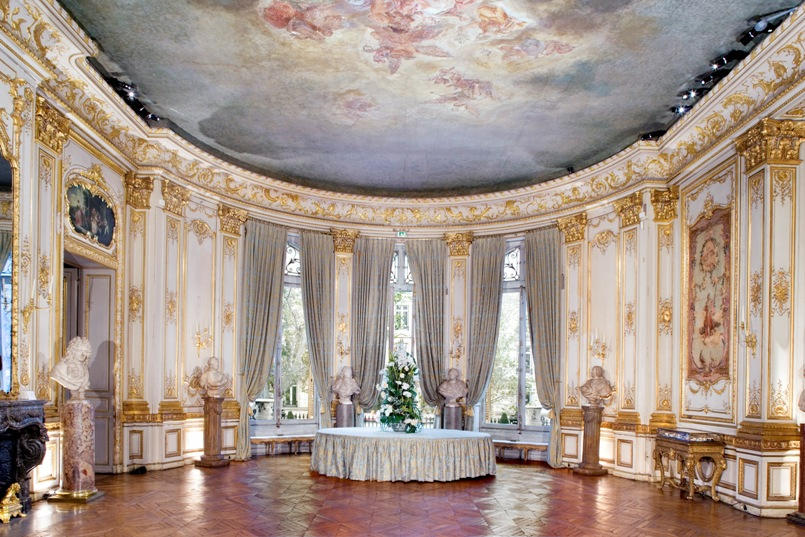
Велика зала

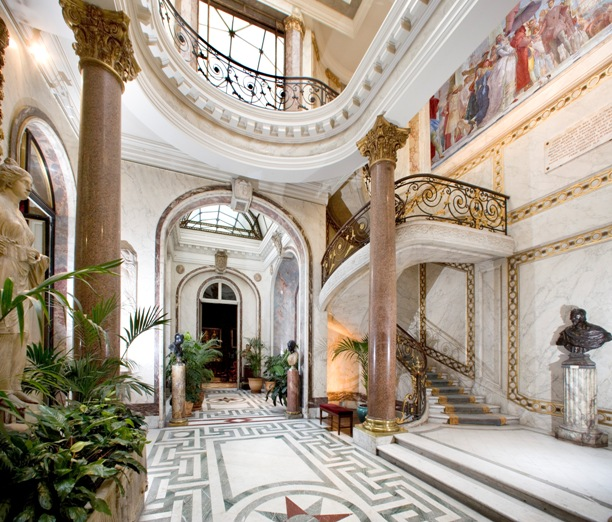
Зимовий сад

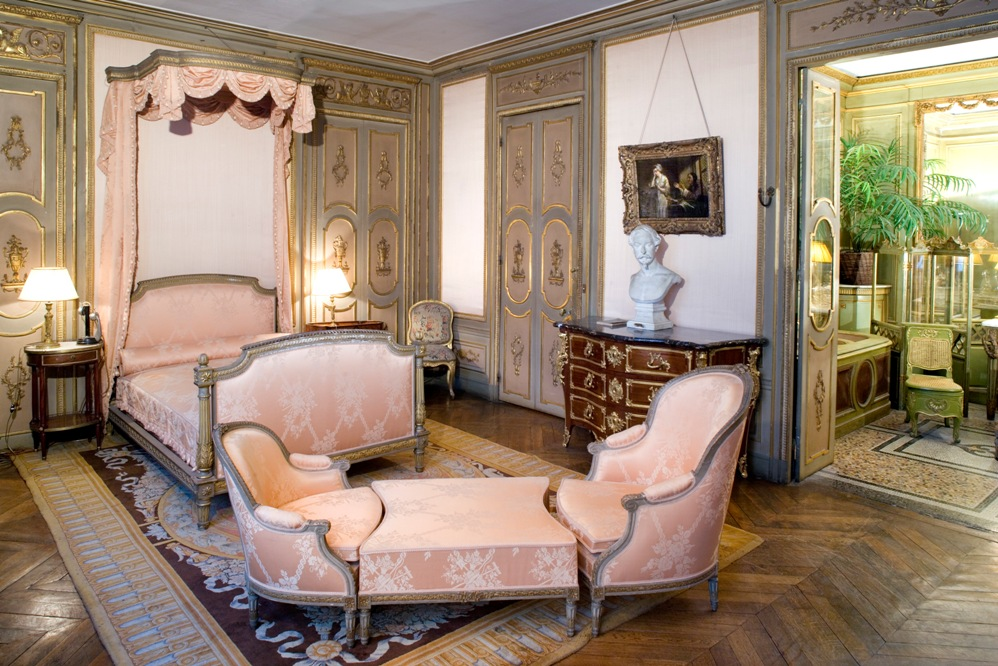
Спальня господаря будинку

Музей Жакма́р-Андре́ (фр. Musée Jacquemart-André) — французький художній музей. Розташований в 8-му окрузі Парижа, на правому березі Сени, поруч з Єлисейськими полями.

## Історія
Резиденцію побудовано за часів Другої імперії архітектором Анрі Параном (фр. Henri Parent) на замовлення подружжя Нелі (Корнелії) і Едуара Жакмар-Андре (фр. Nélie et Édouard Jacquemart-André). У цьому будинку зберігається рідкісна колекція живопису — шедеври італійського Ренесансу, французької школи образотворчого мистецтва XVIII століття і фламандських майстрів. За значенням колекція музею поступається лише Лувру.
При відвідуванні музею можна скористатися безкоштовним аудіо-путівником на 7 мовах.

## Колекція живопису
У колекцію подружжя Жакмар-Андре входять твори майстрів італійського Ренесансу, французької школи образотворчого мистецтва XVIII століття і фламандських майстрів:

### Італійські художники й скульптори
- Сандро Боттічеллі, «Мадонна з немовлям»
- Каналетто:
  - «Площа Сан-Марко»
  - «Міст Ріальто»
- Донателло, «Мучеництво святого Себастьяна»
- Андреа Мантенья, «Ecce homo»
- Джованні Баттіста Тьєполо:
  - «Алегорія справедливості і миру»
  - «Генріх III, урочисто приймається дожем Контаріні (липень 1574 р.)»
- Паоло Учелло, «Св. Георгій, що вражає дракона (змія)»

### Голландські художники
- Рембрандт, «Прочани в Еммаус», бл. 1628
  - «Портрет доктора Tholinx»
  - «Портрет Амалії ван Сольмс»
- Антоніс ван Дейк, «Портрет магістра»
- Якоб ван Рейсдаль, «Пейзаж околиць Гаарлема»

### Французькі художники
- Франсуа Буше:
  - «Венера, що надягають символи Юнони»
  - «Сон Венери»
- Жак-Луї Давід: «Портрет графа Франсуа де Нант, державного радника»
- Жан-Марк Натьє: «Портрет Матільди де Канізі, маркізи д'Антен»
- Юбер Робер, «Руїни галерей»
- Франсуа-Юбер Друе (François-Hubert Drouais): «Граючий з кішкою хлопчик»
- Елізабет Віже-Лебрен: «Портрет графині Катерини Скавронської »

### Англійські художники
- Сер Томас Лоуренс, «Портрет графа Бекінгема»
- Сер Джошуа Рейнольдс, «Портрет капітана Торріна»

## Інформація для туристів
- Адреса: 158, bd Haussmann, 75008 Paris
- Години роботи: щодня з 10:00 до 18:00.

- Проїзд:
Метро: станція Miromesnil або Saint Philippe du Roule
RER: лінія А, станція Charles de Gaulle — Etoile
Автобус: 22, 28, 43, 52, 54, 80, 83, 84, 93
- Вхідний квиток до музею — 10 євро; від 7 до 17 років — 7,30 євро; до 7 років — безкоштовно.